# Tillinge Fajansfabrik
Tillinge Fajansfabrik, (Tillinge Fayence & Terracotta Fabrique) var en keramikfabrik som låg i Timmernabben i Småland. Namnet kommer av ett äldre namn för orten, nämligen Tillinge Nabbe, ej att förväxla med Tillinge församling.

## Historia
Den danske skeppsbyggaren Henrik Lorenzen Hammer (1830-1910) från Bornholm (känt för sitt lergods) grundade år 1858 "Tillinge Fayence & Terracotta Fabrique" i Timmernabben efter att tidigare med förlust ha drivit ett skeppsvarv på samma ort. Till en början bestod produktionen av hushållskeramik i gult lergods. Omkring 1900 inledde man tillverkning av konstnärliga föremål i form av urnor, blomamplar, vaser, statyetter och byster glaserade i olika nyanser. Hammer lämnade över driften av företaget till sin son Harald Hammer 1905. Vid 1910-talet var omkring ett trettiotal keramiker verksamma i verkstaden och man medverkade i ett flertal konsthantverksutställningar 1910-1920. Verksamheten vid företaget upphörde 1924.
Totalt fyra fabriker i Sverige har tillverket honungsgul keramik, med lera från Bornholm. De fyra fajansfabrikerna var: 1858-1868: Tillinge Fayence och Terracotta Fabrik (kallad Tillinge I, med stämplarna TILLINGE FABRIK eller T F), 1863-1874: Oskarshamns Fayence och Terracotta Fabrik (godset härifrån var oftast ostämplat, två kända stämplar finns: Oskarshamns fabrik samt O-F), 1865-1925: Tillinge nya Fabrik (kallad Tillinge II, med stämplarna T n F och senare Tillinge i liten kursiv stil) samt 1874-1932: Boda Fayence och Terracotta Fabrik (godset härifrån var oftast ostämplat, men en känd stämpel är B F samt en siffra som avser föremålets storlek). När Tillinge nya Fabrik gick i konkurs 1925 startade konstnären Gabriel Burmeister en ny fabrik, Gabriel Keramik, som till en början använde både formar och restlager från Tillingefabriken.